# Jean-François Mayer
Pour les articles homonymes, voir Mayer.
Jean-François Mayer, né le 25 avril 1957 à Fribourg, est un historien des religions et traducteur suisse, directeur de l'Institut Religioscope.

## Biographie
Jean-François Mayer est docteur de 3e cycle en histoire à l'Université de Lyon III (1984).
Il est le fondateur de la maison d'édition Les Trois Nornes à Fribourg.
En 1987, au colloque annuel de la Mormon History Association à Oxford, il commence une longue amitié avec le sociologue italien Massimo Introvigne, amitié qui contribue à la fondation du Centre pour l'étude des nouvelles religions (CESNUR) en 1988. Il est analyste sur les affaires internationales et stratégiques pour le gouvernement suisse de 1991 à 1998.
En 1989, Mayer participe, en tant que collaborateur scientifique, à la fondation du Bureau d’aide et d’information sur les mouvements religieux (BAIMR), une association de lutte contre les abus des sectes. Il a mené de longues enquêtes sur le phénomène des sectes, dont il a publié les résultats en détail, comme dans ses ouvrages Sectes nouvelles - Un regard neuf (1985) et Confessions d'un chasseur de sectes (1990).  Il lui a été parfois reproché d'aborder les sectes religieuses actuelles avec trop de « bienveillance », sans se départir toutefois d'un « esprit sainement critique ». 
Il est également chercheur et enseignant en science comparée des religions, à l'Université de Fribourg de 1999 à 2007, et conseiller scientifique du projet « Religion et Politique » de l'Institut de hautes études internationales et du développement de 2006 à 2010. Ses recherches portent sur les mouvements religieux contemporains et les sectes. Il collabore à plusieurs revues, dont Politica hermetica.
À la demande du Conseil d'État du canton de Fribourg, il publie en 2012 un rapport sur la situation des communautés religieuses dans le canton de Fribourg.
De 2013 à 2015, il est président de l’International Society for the Study of New Religions (ISSNR). Par la suite, Jean-François Mayer continuera à assumer la direction de la rédaction de la publication de l'ISSNR, l'International Journal for the Study of New Religions (IJSNR).
En 2016, il est l'initiateur et le porte-parole du comité pétitionnaire SoutenonsRTSreligion.info. La direction de la RTS avait décidé de supprimer ses émissions religieuses pour des raisons budgétaires,. Le soutien populaire massif à la pétition (25'000 signatures) avait fait revenir la RTS sur sa décision.

### Institut Religioscope
En 2002, Jean-François Mayer fonde le site internet Religioscope, qui traite de l'actualité religieuse (il est lui-même de religion orthodoxe russe). En 2007, il crée, sur la base du site, l’Institut Religioscope. Il s'agit d'un centre de recherche et d'analyses des facteurs religieux, de leur histoire et de leurs développements, dans le monde contemporain. L'institut est basé à Fribourg et est totalement indépendant. Le site est bilingue (français et anglais). Parmi les collaborateurs réguliers de l'institut, on trouve le sociologue Patrick Haenni (autrefois chercheur au Centre d’études et de documentation économiques, juridiques et sociales du Caire), ainsi que Romain Caillet. L'institut publie depuis 2008 une revue, les Cahiers de l'Institut Religioscope, distribuée gratuitement (15 numéros parus entre 2008 et 2018).

### Politique
D'après une enquête parue dans L'Événement du jeudi en 1993, il est un « spécialiste autoproclamé – et on ne peut plus contesté – des ‘nouveaux mouvements religieux', militant néonazi dans les années '70 ».
Selon Roger Juillerat, il aurait joué un rôle sinon trouble pour le moins troublant lors de l’enquête sur la secte de l’« Ordre du Temple solaire ».	
Jean-Yves Camus et René Monzat indiquent qu'il a été responsable de la diffusion de Défense de l'Occident à Lyon, éditeur à Fribourg de la revue odiniste Skuld, et collaborateur de Panorama des idées actuelles, une revue du GRECE. Il est membre à la fin des années 70 du Nouvel ordre social (mouvement national-révolutionnaire basé à Genève). Il a aussi été un collaborateur de la revue « traditionaliste-révolutionnaire » Totalité.
En 1998, Arnaud Guyot-Jeannin le classe dans la mouvance de la Nouvelle Droite.

## Ouvrages
- La Nouvelle Église de Lausanne  et le mouvement swedenborgien en Suisse romande des origines à 1948, Zürich, Swedenborg Verlag, 1984 (Thèse de doctorat de 3e cycle en histoire à Université de Lyon III).
- Sectes nouvelles. Un regard neuf ; préface d'Émile Poulat, Paris, Éditions du Cerf, 1985.
- Les sectes. Non-conformismes chrétiens et nouvelles religions, 2e édition revue et augmentés, Paris, Éditions du Cerf/Saint Laurent (Québec), Fides, 1988.
- L'Évêque Bugnion ou les Voyages extraordinaires d'un aventurier ecclésiastique vaudois, Lausanne, Éditions 24 heures, 1989.
- Michel Potay et la Révélation d'Arès, Édition les trois Nornes, C.P 83 1700 Fribourg 5 (Suisse), 1990 (ISBN 2-88210-004-3)
- Confessions d'un chasseur de sectes, Paris, Éditions du Cerf, 1990.
- Les nouvelles voies spirituelles, Enquête sur la religiosité parallèle en Suisse, Lausanne, L'Âge d'Homme, 1993.
- Les Mythes du Temple solaire, Genève. Georg, 1996.
- Les Fondamentalismes, Genève, Georg, 2001.
- Jean-François Mayer et Reender Kranenborg, La Naissance des nouvelles religions, Genève, Georg Editeur, 2004, 212 p. (ISBN 2-8257-0877-1, présentation en ligne)
- Internet et religion, Gollion, Infolio, 2008.
- L'évolution des chrétiens évangéliques et leur perception en Suisse romande (préface de Norbert Valley), Genève, Réseau Évangélique Suisse, 2016, 84 p.